# 戸田出入口
戸田出入口（とだでいりぐち）は、埼玉県戸田市にある首都高速道路5号池袋線の出入口である。
美女木JCTに併設されている。
美女木JCT方面の出入口のみ設置されているハーフインターチェンジで、実質的には首都高速埼玉大宮線と東京外環自動車道のICとなっている（入口標識には埼玉大宮線を示す「S5」の表示がされている）。また、美女木JCTに併設されている関係で、首都高速の料金を支払うことなく東京外環自動車道を利用することができる。美女木JCT方面からの上りは、ここで出ないとおよそ10km先の板橋本町出入口まで出られない（戸田南のほか、板橋区内の高島平・中台には、上り出口はない）。
戸田入口と5号池袋線の下り本線から分岐したランプの合流部に信号機が設置されている。構造に関しては美女木JCTの項を参照のこと。

## 接続する道路
- 国道17号新大宮バイパス

## 周辺
- 美女木JCT
- 国道298号

## 隣
首都高速5号池袋線
(517)戸田南出入口 - (518)戸田出入口 - (60)美女木JCT